# Cantón Espejo
Cantón Espejo är en kanton i Ecuador.   Den ligger i provinsen Carchi, i den norra delen av landet, 110 km nordost om huvudstaden Quito. Antalet invånare är 13 364. Arean är 554 kvadratkilometer.
Terrängen i Cantón Espejo är bergig åt sydväst, men åt nordost är den kuperad.